# Frontière entre l'Idaho et le Montana

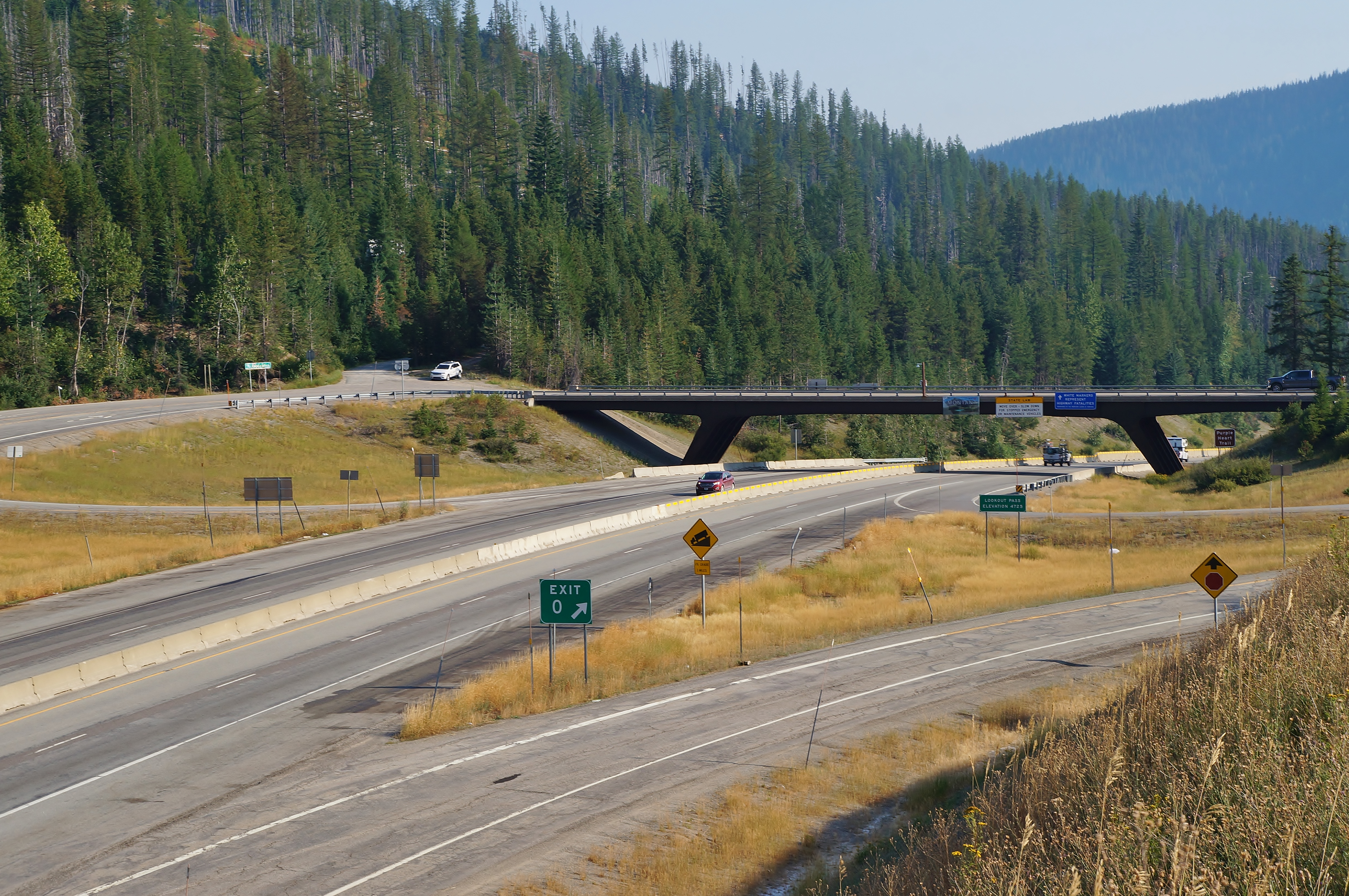
Frontière sur l'Interstate 90.

La frontière entre le Montana et l'Idaho est une frontière intérieure des États-Unis délimitant les territoires du Montana à l'est et de l'Idaho à l'ouest.
Son tracé suit la Continental Divide (la ligne de partage des eaux entre l'océan Pacifique, l'océan Atlantique et l'océan Arctique) depuis la frontière internationale américano-canadienne jusqu'au 111e méridien ouest.